# Komputer optyczny
Komputer optyczny (lub komputer fotoniczny) – hipotetyczne urządzenie wykorzystujące fotony, zamiast prądu elektrycznego, do przeprowadzania obliczeń. Współcześnie dane przetwarza się za pomocą urządzeń elektronicznych, które zużywają energię na pokonywanie oporu elektrycznego przewodników. Do przesyłania danych w komputerze optycznym wykorzystuje się światłowody, które są o wiele efektywniejsze od przewodów elektrycznych. W sieciach komputerowych pakiety muszą być jednak rutowane do odpowiednich odbiorców, co wymaga wielokrotnego przekształcania danych na postać elektryczną i z powrotem na falę świetlną. Każda taka operacja powoduje straty energii i zmniejsza prędkość komunikacji. Wprowadzenie komputerów optycznych wyeliminowałoby te przeszkody.

## Elementy komputera optycznego
Podstawowym elementem współczesnych komputerów są tranzystory. Do skonstruowania optycznego komputera niezbędny jest ich optyczny odpowiednik, w którym światło będzie kontrolować optyczne własności ośrodka, działającego jak bramka logiczna. Istnieją metamateriały o nieliniowym współczynniku załamania, które mogłyby umożliwić jego zbudowanie.

## Wytwarzanie w Polsce
W Polsce prace nad wytwarzaniem i modelowaniem kryształów i światłowodów fotonicznych są prowadzone na Uniwersytecie Marii Curie-Skłodowskiej w Lublinie, na Politechnice Wrocławskiej, w Instytucie Fizyki Politechniki Łódzkiej, na Politechnice Warszawskiej oraz w Zakładzie Optyki Informacyjnej Uniwersytetu Warszawskiego i Instytucie Technologii Materiałów Elektronicznych w Warszawie.